# Les Essarts-le-Vicomte
Les Essarts-le-Vicomte  là một xã thuộc tỉnh Marne trong vùng Grand Est đông nam nước Pháp. Xã này nằm ở khu vực có độ cao trung bình 182 mét trên mực nước biển.
Sông Aubetin bắt nguồn ở xã này.